# Rosemarie Clausen
Pour les articles homonymes, voir Clausen (homonymie).
Rosemarie Clausen, née à Großziethen, un quartier de Schönefeld près de  Berlin, le 5 mars 1907 et morte à Hambourg le 9 janvier 1990, est une photographe allemande, spécialisée dans le portrait et la photographie de théâtre.

## Biographie
Rose Marie Kögel est la petite-fille du théologien protestant Rudolf Kögel (de) ; son père est pasteur. 
Elle effectue son apprentissage de photographe à Berlin, auprès de Marie Böhm, directrice du studio Becker & Maass, puis à la Lette-Verein (de). De 1929 à l'automne 1933, elle travaille comme assistante de la photographe de théâtre Elli Marcus (de). En 1934, elle épouse le journaliste et producteur de films Jürgen Clausen, et ouvre son propre studio photographique dans le quartier de Schmargendorf ; elle travaille pour les théâtres berlinois, jusqu'à leur fermeture en raison de la guerre. 
Sous le Troisième Reich, Rosemarie Clausen fait partie des photographes qui répondent aux exigences du Ministère de la Propagande et de la Chambre de la culture du Reich (Reichskulturkammer) et qui contribuent à façonner l’image de la communauté nationale-socialiste ainsi que l’image nazie de la femme en particulier. Clausen prend de nombreuses photographies de la famille de Hermann Göring, distribuées sous forme de cartes postales ; elle illustre des reportages de propagande journalistique, comme en 1936 un reportage sur la construction d'autoroutes ou en 1941 un article sur Göring. En octobre 1941, ses photographies, avec celles de Liselotte Purper et Erna Lendvai-Dircksen, sont présentées dans les Pays-Bas occupés par l'Allemagne, au Rijksmuseum d'Amsterdam, dans une exposition intitulée Frauenschaffen in Deutschland (La création des femmes en Allemagne).
Elle publie en 1938 son premier livre de photographies, Mensch ohne Maske, et en 1941 Die Vollendeten (Les Parfaits), photographies de masques mortuaires des „großer Deutscher“ („grands Allemands“)
Son mari meurt en février 1944, abattu comme pilote de chasse lors de la Grosse semaine, la série de missions américaines de bombardement lors de la Seconde Guerre mondiale. Rosemarie Clausen se réfugie à Hambourg avec ses trois enfants.
À partir de 1945, elle travaille comme photographe à Hambourg dans les différents théâtres de la ville et réalise des photographies d'acteurs, d'auteurs ou de metteurs en scène, comme Jean-Louis Barrault ou Samuel Beckett ; elle photographie notamment Gustaf Gründgens auquel elle consacre trois livres. Elle se lie avec l'écrivain Wolfgang Borchert, qu'elle photographie à plusieurs reprises. Elle publie des photographies dans des revues et magazines et de 1962 à 1972 illustre des calendriers de théâtre, notamment le calendrier annuel du magazine berlinois Theater heute, fondé en 1960.
Rosemarie Clausen est membre de la Deutsche Fotografische Akademie, de la Société allemande de photographie et de l'Académie libre des arts de Hambourg. En 1976, elle est l'une des lauréates du Prix culturel de la Société allemande de photographie.
Elle meurt le 9 janvier 1990 à l'âge de 82 ans ; elle est enterrée au cimetière d'Ohlsdorf à Hambourg.

## Livres de photographies
- Mensch ohne Maske, texte de Karl Blanck, Stuttgart, Tazzelwurm Verlag, 1938, 23 p., 80 p. de photographies.
- Die Vollendeten, Stuttgart, Tazzelwurm Verlag, 1941, 68 p.
- Schrift und maske, Hambourg, Christian Wegner, 1958.
- Theater. Gustaf Gründgens inszeniert, texte de Günther Penzoldt, Hamburg, Christian Wegner, 1960, 54 p.
- Gustaf Gründgens Faust in Bildern : nach einem Film der Divina-Produktion, Brunswick, Westermann, 1960, 80 p.
- Grosses Berliner Theater. Gründgens, Fehling, Müthel, Hilpert, Engel, texte de Karl Heinrich Ruppel, Velber bei Hannover, Friedrich, 1962, 219 p.
- Gründgens : 12 Fotos, Velber bei Hannover, Friedrich, 1963, 28 p.
- Schauspieler. 36 Portraits, texte de Siegfried Melchinger, Francfort, Büchergilde Gutenberg, 1966, 226 p.
- Begegnungen : 21 Fotos nach Totenmasken, Cologne, DuMont Schauberg, 1967, 46 p.
- Schauspiegel, Velber bei hannover, Friedrich, 1968.
- Samuel Beckett inszeniert das Endspiel, Francfort, Suhrkamp, 1969.